# 吉永薫
吉永 薫（よしなが かおる、8月7日 - ）は、日本の女優。獅子座。血液型はA型。フリー
料理とアイリッシュウィスキーをこよなく愛す。一般に「薫姉さん」の愛称で呼ばれる。

## 略歴
撮影監督・カメラマンである父・吉永邦茂の手伝い程度に10歳からCMモデルをしていた。本格的には15歳からラジオに出演。CM、雑誌、などに起用される（バーディ企画時代に栃木放送「おもいっきりピーマン」に出演。現在は舞台の活動の他に、歯科衛生士、カウンセラーとしての活動もしている。

## 主な出演コマーシャル
- グリコキャラメル
- メガネの愛
- NTT
- 富士サファリパーク
- SMBCフレンド証券
- 電子トリートメント アルマダスタイル
- docomo dカード ゴールド
- ライオンスマイル40DXプレミアム

## 映画
- 逢えてよかった
- デスフォレスト 恐怖の森4（2016年4月23日、鳥居康剛監督）
- くらやみ祭の小川さん (2019年10月25日、浅野晋康監督)
- ROADING (2023年4月22日、西遼太郎監督)

## テレビ
- 中居正広の金曜日のスマたちへ
- ショップチャンネル
- たけしの家庭の医学
- やったぜベイビー
- TV東京　どうぶつピース
- TV東京　しろめし修行僧第2話
- NHKエマージェンシーコール
- フジテレビ東京犬ラブストーリー　山田すみれ役

## イベント
- 佐々木隆子リサイタル
- ジャズダンスフェスティバルダンスショー
- マラソンDEエコイベントショー

## 舞台
- 2010年
  - 「怨蝕」恵子・怨霊役（明石スタジオ）
- 2011年
  - 「モルモットの彷徨」知加子役（中野MOMO）
  - 「12人の怒れる人々」4号役（エアースタジオ）
  - 「シナリオ」鬼塚京子・謎の探偵（スタ-ズシアター）
- 2012年
  - 「星降る夜に」えり・松田誠子役（築地本願寺ブティストホール）
  - 「アナザー・フェイス」宇都宮えり役（ワニズスタジオ）
- 2013年
  - 「桜咲くときに前編・後編」（スターズシアター）
  - 「虹の彼方へ」祖母・江田島チヅ・鬼の祖母役（築地本願寺）
  - 「恋せよ乙女〜花浅草人情〜」ちとせ役（渋谷区伝承ホール）
  - 「星降る夜に80' 90'」（スターズシアター）
- 2014年
  - 「桜咲くときに」桜木こころ主役（スターズシアター）
  - 「Happy wedding」佐藤由美役（スターズシアター）
  - 「遥かなる空」大統領の母・和雲摩耶役（築地本願寺ブティストホール）
  - 「緋色のくちづけ〜吸血悲恋乃徒花」女中・菊子役（渋谷区伝承ホール）
  - 「蒼天の光」（遥かなる空の25年後）大統領の母・和雲摩耶（老女）役（中目黒キンケロシアター）
- 2015年
  - 「マクベス上演」加納百合子役（あうるすぽっと）
  - 「表参道☆夜話」朗読劇　「イブのクレヨン」「ひかりのひみつ（文房具カフェ）
- 2016年
  - 　ラジオドラマ風ミュージカル「病は気から」ポンヌフォア役（築地本願寺ブティストホール）
  - 　ミュージカル「ダンスレボリューション」ソノトキノワタシ伝説のアイドルユニットシルバーフォックスメアリー役（築地本願寺ブティストホール）
  - 　家族草子・朗読劇群馬県大泉文化村公演出演
- 2017年
  - 　コメディショー「OH!MY GOD!」コントとダンスで出演（築地本願寺ブティストホール）
  - 「愚か者達へのレクイエム」お局権藤役　つまみ枝豆主演（築地本願寺ブティストホール）
- 2018年
  - 新潟県燕市「家族草子朗読劇」
- 2023年
  - 　座キューピーマジック「ハムレットのための特別席」秋山小夜子役にて出演（下北沢「劇」小劇場）